# Lake Lure
Lake Lure és una població dels Estats Units a l'estat de Carolina del Nord. Segons el cens del 2008 tenia 1.012 habitants.

## Demografia[Cal actualitzar]
Segons el cens del 2000, Lake Lure tenia 1.027 habitants, 495 habitatges i 359 famílies. La densitat de població era de 29,2 habitants per km².
Dels 495 habitatges en un 10,1% hi vivien nens de menys de 18 anys, en un 68,1% hi vivien parelles casades, en un 3,2% dones solteres, i en un 27,3% no eren unitats familiars. En el 22,4% dels habitatges hi vivien persones soles el 12,5% de les quals corresponia a persones de 65 anys o més que vivien soles. El nombre mitjà de persones vivint en cada habitatge era de 2,07 i el nombre mitjà de persones que vivien en cada família era de 2,38.
Per edats la població es repartia de la següent manera: un 10,4% tenia menys de 18 anys, un 3,2% entre 18 i 24, un 14,1% entre 25 i 44, un 35,9% de 45 a 60 i un 36,3% 65 anys o més.
L'edat mediana era de 59 anys. Per cada 100 dones de 18 o més anys hi havia 102,6 homes.
La renda mediana per habitatge era de 38.417 $ i la renda mediana per família de 45.833 $. Els homes tenien una renda mediana de 39.464 $ mentre que les dones 23.333 $. La renda per capita de la població era de 23.459 $. Entorn del 4,9% de les famílies i el 10,2% de la població estaven per davall del llindar de pobresa.

## Poblacions més properes
El següent diagrama mostra les poblacions més properes.